# Euphorbia lurida
Euphorbia lurida — вид рослин із родини молочайних (Euphorbiaceae), зростає у пн.-зх. Мексиці й пд.-зх. США.

## Опис
Це багаторічна трава. Кореневище товсте. Стебла прямовисні або висхідні, нерозгалужені, іноді звивисті, 5–30 см, голі або від рідко до густо запушені. Листя: ніжка листка 0–1 мм; пластина від зворотно-ланцетної до яйцюватої, 8–20 × 3–7 мм, основа зрізана або клиноподібна, краї цілі, вершина тупа до округлої, поверхні запушені або голі, видно лише середню жилку. Квітки жовті. Період цвітіння: весна й літо. Коробочки яйцеподібні, 3.5–4 × 4–4.5 мм, 3-лопатеві. Насіння від сірого до темно-сірого, від усічено-довгастого до усічено-яйцеподібного, 2.8–3 × 1.7–2 мм, неправильно виямкувате.

## Поширення
Зростає у пн.-зх. Мексиці й пд.-зх. США (Аризона, Каліфорнія, Невада, Нью-Мексико, Юта). Населяє відкриті сосново-дубові ліси, сухі схили та каньйони; 1300–2800 метрів.

## Етимологія
Видовий епітет від лат. luridus — «блідо-жовтий, блідий».